# Serventes de Jesús de la Caritat
L'Institut de les Serventes de Jesús de la Caritat, en espanyol Siervas de Jesús de la Caridad, són un institut religiós femení de dret pontifici, concretament una congregació religiosa. Les seves germanes posposen al seu nom les sigles S.d.J.

## Història
La congregació fou fundada a Bilbao per María Josefa Sancho de Guerra (1842-1912). Aquesta, religiosa de les Serventes de Maria Ministres dels Malalts, volia una vida amb un recolliment major i en 1871 deixà la congregació per fundar-ne una de nova, centrada en la vida en comunitat i contemplativa, a banda de l'assistència als malalts.
Començà el 25 de juliol de 1871 i fou aprovada pel bisbe de Vitòria el 9 de juny de 1874. Obtingué el decretum laudis el 31 d'agost de 1880 i l'aprovació definitiva de la Santa Seu arribà el 8 de gener de 1886. Les constitucions religioses s'aprovaren el 1937).

## Activitat i difusió
Les Serventes de Jesús de la Caritat es dediquen sobretot a la cura de malalts i ancians, tant a domicili com en hospitals.
Són presenta a: Espanya (44 cases), Argentina, Brasil, Xile, Colòmbia, Cuba, Equador, Filipines, França, Itàlia, Mèxic, Paraguai, Perú, Portugal, República Dominicana i els EUA. En acabar el 2005 tenia 971 religioses en 97 cases.